# Grace Ambrose
Grace Eleanor Ambrose (Roma, 23 giugno 1996) è un'attrice italiana.

## Biografia
Nasce a Roma da madre statunitense e da padre con origini britanniche. Recita in vari spettacoli teatrali a partire dai 13 anni, ma anche nella pubblicità e in web-serie. Nel 2016 è nel videoclip musicale Sul ciglio senza far rumore di Alessandra Amoroso.
Al cinema recita, fra gli altri, in Compromessi sposi (film con Diego Abatantuono e Vincenzo Salemme) e ne Il primo Natale (di e con Ficarra e Picone).
In tv nel 2018 recita nella terza stagione della fiction di Rai 1 Una pallottola nel cuore. Dal 2020 è fra i protagonisti de Il paradiso delle signore, soap opera di Rai 1, dove interpreta Stefania Colombo, presente dalla quinta alle settima stagione.

## Filmografia

### Cinema
- La vera storia di Luisa Bonfanti, regia di Franco Angeli (2006)
- La voce del lupo, regia di Alberto Gelpi (2017)
- Compromessi sposi, regia di Francesco Miccichè (2019)
- Il primo Natale, regia di Ficarra e Picone (2019)
- Amen, regia di Andrea Baroni (2023)
- Fino alla fine, regia di Gabriele Muccino (2024)

### Televisione
- Tilt, regia di Marek Beles – miniserie TV (2017)
- Una pallottola nel cuore, regia di Luca Manfredi – serie TV (2018)
- Il paradiso delle signore, registi vari – soap opera (2020-2022)
- Non ci resta che il crimine - La serie, regia di Massimiliano Bruno e Alessio Maria Federici - serie TV (2023)
- The Buccaneers, regia di Susanna White - serie TV (2025)

## Teatro
- I suoceri albanesi, di Gianni Clementi, regia di Massimo Cardinali (2015)
- 36 anni dopo, regia di Andrea Baroni (2016)
- Le belle notti, di Gianni Clementi, regia di Claudio Boccaccini (2016)
- D.sturbi, testo e regia di Massimo Cardinali (2017)
- Il matrimonio, regia di Mario Alessandro Paolelli (2019)
- My name is Anne, testo e regia di Arianna De Giorgi (2020-2023)